# Ґуджар
Ґуджар або ґурджар (ґоджрі: गुज्जर або گجر) — етнічна група, що мешкає переважно в Індії і Пакистані. Ґуджар поширені на великій території, але повсюди складають лише невелику частку населення. Народ походить від традиційних племен варни кшатріїв. Більшість ґуджар - індуси, хоча значна кількість їх прийняла іслам. Ґуджар-індуси поширені переважно в Індії і, частково, в США, тоді як ґуджар-мусульмани переважно в Пакистані, і лише частково в Індії.